# Сурьяварман I
Сурьяварман I (кхмер. សូរ្យវរ្ម័នទី១, X век — 1050) — король Кхмерской империи (1001/06 — 1050).

## Биография
Сурьяварман I — сын принца Тамбарлинги (ныне Лигор, на полуострове Малакка). Считается, что он был родом из восточной Камбоджи, из Шамбхупуры.
Войной отнял власть у Джаявиравармана.
В 1010 году переселился в Яшодхарапуру.
В 1012 году короновался.
Клятву верности своих вассалов он увековечил на колоннах своего дворца. Ограничил власть брахманов: отменил наследственное право членов семьи Шивакайвалья проводить обряд девараджи, но полностью от услуг брахманов не отказался. Свою дочь он отдал в жёны своему гуру, потомку Джаявармана II — Йогишварапандите.
Сурьяварману I, как узурпатору власти, написали достойную родословную, в которой было объявлено, что он по материнской ведёт свой род от Индравармана I и рода Шаптадевакуда.
Сурьяварман I, будучи талантливым полководцем, завоевал практически всю Камбоджу, присоединил земли юга Сиама, например, государство Лаво, располагавшееся на территории современной тайской провинции Лопбури. Многие земли были обложены данью, подчинены земли южного Лаоса.
По приказу Сурьявармана I было начато строительство Западного барая в Яшодхарапуре, который имел длину 8000 метров, а ширину — 2000 метров.
Неизвестно, был ли храмовой комплекс Пхимеанакас построен Сурьяварманом I, или он только закончил работу, или восстановил комплекс.
В эпоху правления Сурьявармана I были построены: Ват Ек, Ват Басет, Пном Тьисор. Также Сурьяварман I перестраивал или расширял некоторые храмовые ансамбли, например Прэахвихеа.
При Сурьявармане I государственной религией всё ещё оставался шиваизм, но он сам симпатизировал буддизму махаяны. Именно эта симпатия и подтверждает мнение, что он был с Малакки, так как именно там, под влиянием буддийского государства Дваравати (что находилось в дельте реки Менам), оказались все приграничные к ней земли и государства.
Сурьяварман I умер в 1050 году, его посмертное имя — Параманирванапада.

## В популярной культуре
Сюжетная кампания за Сурьявармана I присутствует в дополнении Rise of the Rajas игры Age of Empires II: HD Edition.